# جورج هيسلوب
جورج هيسلوب (بالإنجليزية: George Heslop)‏ هو مدرب كرة قدم ولاعب كرة قدم بريطاني في مركزي الدفاع وقلب الدفاع، ولد في 1 يوليو 1940 في Dudley ‏ في المملكة المتحدة، وتوفي في 17 سبتمبر 2006 في ليثام سانت آنز ‏ في المملكة المتحدة. لعب مع مانشستر سيتي ونادي إيفرتون ونادي بوري ونيوكاسل يونايتد.